# Α-Pentylcinnamylacetat
α-Pentylcinnamylacetat (auch α-Amylcinnamylacetat) ist eine organische Verbindung aus der Gruppe der Carbonsäureester. Es handelt sich um den Essigsäureester von α-Pentylcinnamylalkohol, einem Derivat des Zimtalkohols, das eine zusätzliche Pentylgruppe trägt.

## Herstellung
α-Pentylcinnamylacetat kann durch Veresterung von α-Pentylcinnamylalkohol mit Essigsäure hergestellt werden.

## Eigenschaften
α-Pentylcinnamylacetat ist eine farblose ölige Flüssigkeit mit fruchtigem Geruch.

## Verwendung
α-Pentylcinnamylacetat wird als Duftstoff in Kosmetika und Hygieneartikeln verwendet. Es ist in der EU unter der FL-Nummer 09.026 als Aromastoff für Lebensmittel zugelassen.